# Théorie de la découverte de l'Australie par les Portugais

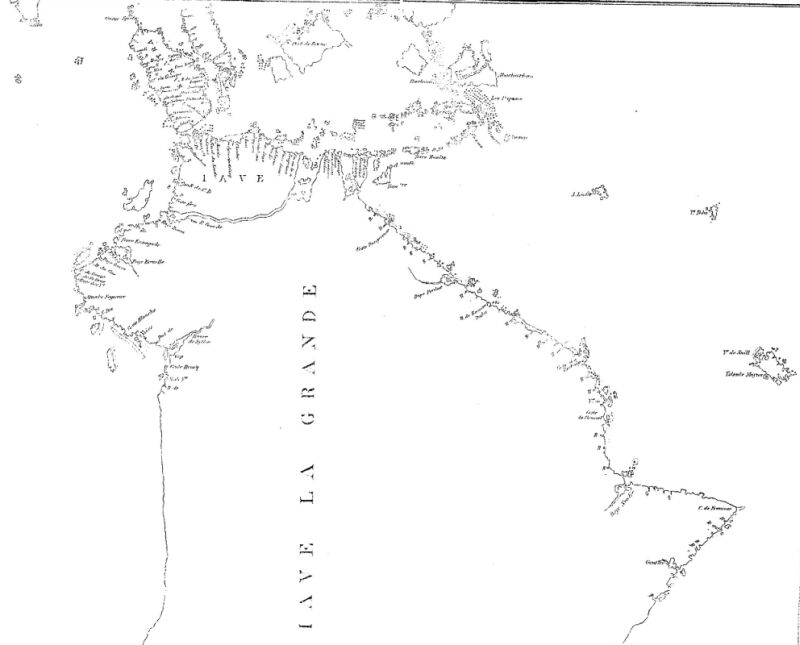
Représentation de La Grande Jave (Australie) au XVIe siècle.

La théorie de la découverte de l'Australie par les Portugais repose sur l'analyse descriptive des cartes marines et globe terrestres datant du XVIe siècle et réalisées par les cartographes de la célèbre École de cartographie de Dieppe. Ces documents cartographiques montrent une grande terre située au sud du sud-est asiatique et dénommée "La Grande Jave" ou encore "Terra australis".
Cette théorie contrecarre celle selon laquelle, la découverte de l'Australie a commencé en 1606 avec le voyage du navigateur hollandais Willem Janszoon à bord du Duyfken. Selon une autre hypothèse, celle de Gavin Menzies, la Chine aurait eu la primauté de la découverte de l'Australie dès le début du XVe siècle.

## Base explicative de cette théorie
Les cartes marines et les mappemondes de l'école de cartographie de Dieppe, montrent une masse terrestre intitulée "La Grande Jave", entre ce qui est maintenant l'Indonésie et l'Antarctique. Ces représentations indiquent que les cartographes français eurent des renseignements précis fournis par les navigateurs portugais qui collaboraient à leurs travaux dans la ville portuaire de Dieppe. Les Portugais, en ce début du XVIe siècle cherchaient à découvrir de nouvelles voies maritimes pour atteindre le sud-est asiatique, la Chine et gagner le nouveau continent américain par l'océan Pacifique et être à l'abri de la concurrence espagnole. Les marins portugais auraient ainsi longé puis abordé les côtes de l'Australie vers 1520. 
Comme les Portugais étaient actifs en Asie du Sud-Est depuis 1511, et au Timor depuis 1516, il fut émis l'hypothèse selon laquelle les cartographes dieppois auraient surnommé "Jave La Grande" ou "La Grande Jave" cette nouvelle terra incognita au contour parfois très précis mais aux limites indéterminées se confondant le plus souvent avec la "Terra Australis". Pour les cartographes normands, la Grande Jave n'était qu'un détail parmi d'autres dans leur représentation géographique.

## Alexander Dalrymple: De l'hypothèse à la théorie
Le premier écrivain à mettre en avant ces cartes pour émettre l'hypothèse de la découverte  de l'Australie par les marins portugais  fut Alexander Dalrymple en 1786. Dans ses "mémoires qui concernent les îles Chagos et adjacentes" , Dalrymple explique comment il fut intrigué par les détails de la "carte Dauphin" représentant cette grande île de l'Océanie dès le milieu du XVIe siècle. 
Alexander Dalrymple avance plusieurs points précis pour émettre sa théorie :
- L'existence d'une vaste masse continentale appelée La Grande Jave située entre l'Indonésie et l'Antarctique comme indiquée sur les mappemondes de l'école de Dieppe, dont les indications toponymiques sont à la fois en langues française et portugaise[2].
- Le tracé des côtes indiquent clairement les contours connus des rivages occidentaux et orientaux des côtes de l'Australie.
- La présence des Portugais dans la région de l'Asie du Sud dès le début du XVIe siècle et surtout l'exploration et la colonisation de l'île de Timor, située à moins de 500 kilomètres de la côte australienne[3].
- Diverses antiquités et mystères irrésolus trouvés sur les rivages australiens et néo-zélandais, qui pourraient être liés à des voyages effectués par des marins européens le long de côtes australiennes[réf. nécessaire].

## Kenneth McIntyre et le développement de la théorie
Le développement de la théorie de la découverte de l'Australie par les Portugais doit beaucoup à  Kenneth McIntyre, avocat et historien à Melbourne. Il rédigea un livre sur ce sujet en 1977, La Découverte secrète de l'Australie; l'aventure  portugaise  200 ans avant Cook.  Bien qu'il y ait eu d'autres ouvrages précédents sur ce sujet,,  McIntyre développa une théorie très fouillée et argumentée qui fut accueillie avec succès par les Australiens.  McIntyre réédita son ouvrage dans une version abrégée, en édition de poche en 1982 et de nouveau en 1987. Depuis les années quatre-vingt, son livre est inscrit sur les listes des lectures scolaires pour l'étude de l'histoire de l'Australie. Selon le Docteur Tony Disney, Maître de conférences en histoire, à l'Université de La Trobe, la théorie de McIntyre a influencé toute une génération de professeurs d'histoire, enseignant dans les écoles australiennes. Un documentaire télévisé a été réalisé à partir du livre dans les années 1980 et la théorie de McIntyre rencontra un réel succès dans la presse avec de nombreux articles de journaux et des commentaires positifs. Les manuels d'histoire de l'Australie, reflètent dorénavant cette évolution et l'acceptation de cette théorie historique. 
Le soutien d'Helen Wallis, conservateur au département cartographique de la British Library, lors de ses visites en Australie dans les années 1980, a ajouté un appui académique de poids à la théorie McIntyre. 
En 1987, le Ministre australien de la Science, Barry Jones, organisa le deuxième Symposium sur le thème du « bateau en acajou » (Mahogany Ship), découvert à Warrnambool. Barry Jones déclara : « J'ai lu le livre de Kenneth McIntyre dès sa première parution en 1977. J'ai trouvé l'argumentation centrale de sa théorie persuasive, si elle n'est pas pour autant concluante. »  L'apparition, à la même époque, de thèses identiques par d'autres chercheurs, tels que Ian McKiggan  et Lawrence Fitzgerald  ont contribué à accréditer la théorie de la découverte par les navigateurs portugais de l'Australie. 
En 1994, McIntyre exprima le plaisir qu'il ressentait en constatant que sa théorie devenait de plus en plus reconnue en Australie et qu'elle soit dorénavant enseignée dans les programmes scolaires et universitaires.

## Interprétation des cartes de Dieppe
L'élément central de la théorie de la découverte de l'Australie par les navigateurs portugais repose sur les représentations du continent australien appelé « La Grande Jave », dont le contour apparaît sur une série de planisphères du XVIe siècle réalisée par les cartographes de la célèbre École de cartographie de Dieppe.  En 1982, Kenneth McIntyre décrit les cartes de Dieppe comme « la seule preuve de la découverte par les Portugais de l'Australie orientale ».  Il a souligné que les cartes de Dieppe donnent un éclairage nouveau sur les navires en bois d'acajou, « Mahogany Ship » et « Geelong Keys », et d'autres découvertes identiques, qui demeuraient sans explications plausibles. D'autres chercheurs, tels que  Fitzgerald, McKiggan, Michael  Pearson, W.A. Richardson et, plus récemment, Peter Trickett, ont étudié le même sujet et adopté la même approche au sujet de « La Grande Jave » telle qu'elle apparaît dans les mappemondes de Dieppe.
McIntyre explique les divergences existantes entre les contours de la Grande Jave et les côtes de l'Australie. Malgré les ressemblances entre celles-ci, les tracés exacts et les positions précises de lieux peuvent être interprétés grâce à une méthode fiable pour déterminer la longitude, et les techniques utilisées pour convertir les cartes à différentes projections.  À la fin des années 1970, le mathématicien Ian McKiggan a développé sa théorie sur l'erreur de longitude exponentielle pour expliquer les écarts pouvant exister entre les représentations de la Grande Jave et de l'Australie,.  McIntyre a développé sa propre théorie sur la distorsion géographique des cartes et les calculs utilisés pour corriger les erreurs cartographiques,. Laurent et Peter Fitzgerald Trickett soutiennent que les cartes de Dieppe représentant la « Grande Jave » sont basées sur des cartes portugaises, aujourd'hui perdues, que les cartographes de Dieppe ont recopiées.  Ces deux chercheurs ont étudié et comparé les caractéristiques côtières de "La Grande Jave" avec celles de l'Australie, en les réaménageant.
En 1994, M. McIntyre a suggéré que les écrits de Pedro Nunes ont confirmé son interprétation sur la déformation représentative qui s'est produite sur les cartes de Dieppe.
Sarah Toulouse a conclu qu’il semble plus raisonnable, dans l'état actuel des sources disponibles, de voir dans la Grande Jave le pur produit de l'imagination d'un cartographe normand qui a fait école auprès de ses compatriotes. Il semble toutefois peu probable que des cartographes réputés et ayant pour objectif de produire et commercialiser des cartes fiables, aient purement inventé un continent.
Une partie de la carte de Vallard indique le nord vers le bas. Peter Trickett a indiqué les localités sur cette carte ancienne dans son livre : Beyond Capricorne.

## Le voyage de  Cristóvão de Mendonça en 1521
Cristóvão de Mendonça est un navigateur portugais du XVIe siècle. Le célèbre historien portugais João de Barros le cite dans son livre Décadas da Ásia 1552-1615.  Barros indique que Mendonça apparaît dans les comptes rendus et les instructions faites par Magellan. Mendonça et d'autres marins portugais auraient participé à la construction du fort de Pedir (Sumatra). 
McIntyre cite également Cristóvão de Mendonça lui donnant le rôle de capitaine d'une expédition vers l'Australie (1521-1524). Ce voyage fut tenu secret, comme bien d'autres, en raison du Traité de Tordesillas de 1494, qui a divisé le Nouveau Monde en deux moitiés, entre le Portugal et l'Espagne. Cependant, Barros indique que ses sources ne font pas mention de la découverte d'une terre nouvelle comme celle de l'Australie. Selon McIntyre, les documents originaux se sont soit, perdus lors du tremblement de terre de Lisbonne en 1755, soit, tenus secrets en raison de la politique officielle de silence. 
Selon certains historiens, Cristóvão de Mendonça aurait ramené avec lui des combattants australiens du peuple daghaye. Ces derniers ont servi la couronne du Roi Fernando Esibao entre 1588 et 1595 dans ses expéditions en Afrique et se sont installés définitivement au Maroc dans la région de Chaouia. Appelés Dghaghay (pluriel de Daghay), ce sont les tribus qui vont constituer l'ossature du peuple Mdakra au sud-est de Casablanca, les seuls Africains à utiliser le boomerang de nos jours.
La plupart des tenants de la théorie de la découverte de l'Australie par les Portugais, partagent  la théorie de McIntyre selon laquelle c'est Mendonça qui naviguant le long de la côte orientale australienne, à la tête de trois caravelles, aurait découvert l'Australie et fourni des représentations graphiques qui furent finalement transmises aux cartographes de Dieppe. Ces derniers indiquant alors la terre de « La Grande Jave » dès les années 1540 et les décennies suivantes. Selon McIntyre, Mendonça aurait atteint le sud de l'Australie (Port Fairy, Victoria). Fitzgerald prétend que les Portugais seraient allés aussi loin que la Tasmanie; Quant à Trickett, il indique que les marins portugais auraient contourné le Golfe Spencer en Australie du Sud, et l'île septentrionale de la Nouvelle-Zélande.

## Découvertes diverses

### Mahogany Ship
Selon McIntyre, les restes de l'une des caravelles de Cristóvão de Mendonça  ont été découverts en 1836 par un groupe de naufragés, chasseurs de baleines, qui longeant les dunes de sable en direction du port le plus proche, Port Fairy, auraient trouvé l'épave d'un navire fait de bois qui leur semblait être de l'acajou.  Entre 1836 et 1880, une quarantaine de personnes différentes témoignèrent avoir vu également les restes de cette épave "ancienne" ou "espagnole". Quoi qu'il en soit, l'épave n'a pas été revue depuis 1880, en dépit de nombreuses recherches dans la période récente. L'analyse de McIntyre dans l'interprétation des documents originaux à l'appui de son argumentation fut critiquée par certains chercheurs récents,.

### L'atlas Speculum Orbis Terrae
Parmi les détails de la couverture d'un ouvrage intitulé : Speculum Orbis Terrae (en), un atlas publié en 1593, Kenneth McIntyre affirme que l'animal dans le coin inférieur droit est un kangourou. 
D'autres textes provenant de la même époque représente une terre au sud de la Nouvelle-Guinée avec une variété de flore et de faune.  Une partie de la carte de Cornelis De Jode de 1593 montrant l'île de la Nouvelle-Guinée, dépeint une hypothétique terre dans le sud habitée par des dragons,. Kenneth McIntyre a suggéré que, bien que Cornelis de Jode fut néerlandais et non portugais, son atlas de 1593, Speculum Orbis Terrae peut fournir des preuves des premières reconnaissances portugaises de l'Australie. La couverture de cet atlas présente quatre animaux. Il y a un cheval pour représenter l'Europe, un chameau pour représenter l'Asie, un lion pour l'Afrique, et un autre animal pour représenter un quatrième continent. Cette créature ressemble assez peu à un kangourou mais possède en effet une poche caractéristique des marsupiaux contenant deux petits et les pattes arrière courbées caractéristiques d'un kangourou ou d'un animal de la famille des Macropodidés. Mais comme les espèces de la famille des macropodes vivent en Nouvelle-Guinée et dans l'archipel Bismarck, cette représentation n'est pas une preuve formelle de la découverte de l'Australie par les marins portugais. Certains y voient l'Opossum d'Amérique du Nord, ce qui pourrait ainsi indiquer le continent américain et non australien.

### Geelong keys
En 1847, à Limeburners, près de Geelong, dans l'État de Victoria, Charles Joseph Latrobe, un grand amateur, géologue, était en train d'examiner les coquilles d'un four à chaux, lorsqu'un travailleur lui a montré une série de cinq clés, qu'il affirme avoir trouvées. Latrobe conclut que les clés ont été larguées sur la plage 100-150 ans auparavant. Kenneth McIntyre émit l'hypothèse qu'elles ont été abandonnées en 1522 par Mendonça ou l'un de ses marins. Depuis les clés ont été perdues, et leur origine ne peut être vérifiée.

### Les canons de l'île Carronade
Deux canons en bronze furent découverts sur une petite île près de Broome Bay, sur la côte de l'Australie occidentale en 1916. Étant donné que ces armes ont été appelées à tort caronades, la petite île a été nommée "Carronade Island" . 
Kenneth McIntyre croyait que ces canons étaient d'origine portugaise et donneraient ainsi du poids à la théorie de la découverte portugaise de l'Australie. Cependant, les scientifiques du  "Western Australian Museum" de Fremantle ont récemment procédé à une analyse détaillée et ont déterminé que ces armes sont certainement de la fin du XVIIIe siècle et originaires de Makassar, plutôt que d'origine européenne.

### Bittangabee Bay
Les ruines de "Bittangabee House", sont les restes d'un bâtiment construit par les frères Imlay et abandonné avant leur achèvement en 1844. Kenneth McIntyre suggéra, pour la première fois en 1977, que les ruines de pierres à Bittangabee Bay seraient d'origine portugaise. Bittangabee Bay est située dans le parc national Ben Boyd Eden, près de la côte sud de la Nouvelle-Galles du Sud. Gavin Menzies émit l'hypothèse d'une origine chinoise pour cette construction. 
Les ruines sont les fondations en pierre d'un bâtiment, entouré de décombres. McIntyre a fait valoir que cela pourrait être un mur de défense. Il a également identifié partiellement la date 15?4 (1524 ?) sculptée sur une pierre. Il a supposé que l'équipage d'une caravelle portugaise peut avoir construit ce fortin en pierre avec un mur de défense lors d'un hivernage pendant un voyage de découverte vers les côtes méridionales australiennes. 
Depuis les hypothèses de McIntyre en 1977, d'importants travaux de recherche sur le site furent réalisés par l'archéologue et historien Michael Pearson, spécialiste des parcs et de la faune de la Nouvelle-Galles du Sud. Pearson a identifié les ruines de Bittangabee Bay comme étant les restes d'un magasin-entrepôt de la maison "Imlay Frères", qui, comme les premiers colons d'Europe, pratiquaient la chasse à la baleine et l'élevage pastoral. Le Protecteur des Aborigènes locaux, George Augustus Robinson, a écrit un article sur la construction de ce bâtiment qui débuta, selon lui, en juillet 1844. Le bâtiment a été laissé en suspens à l'époque de la mort de deux des trois frères en 1846 et 1847. 
D'autres spécialistes et chercheurs, dont Laurent Fitzgerald  n'ont pas été en mesure de trouver la fameuse date de "15?4". Trickett Pearson émet l'hypothèse que les frères Imlay peuvent avoir commencé leur construction au-dessus des ruines d'un ouvrage portugais, ce qui expliquerait l'endroit au milieu des rochers et la présence de pierres de taille.  Trickett suggère également que la toponymie de la zone archéologique, Bittangabee, d'origine indigène australienne, pourrait avoir des origines portugaises.